# Beckerturm

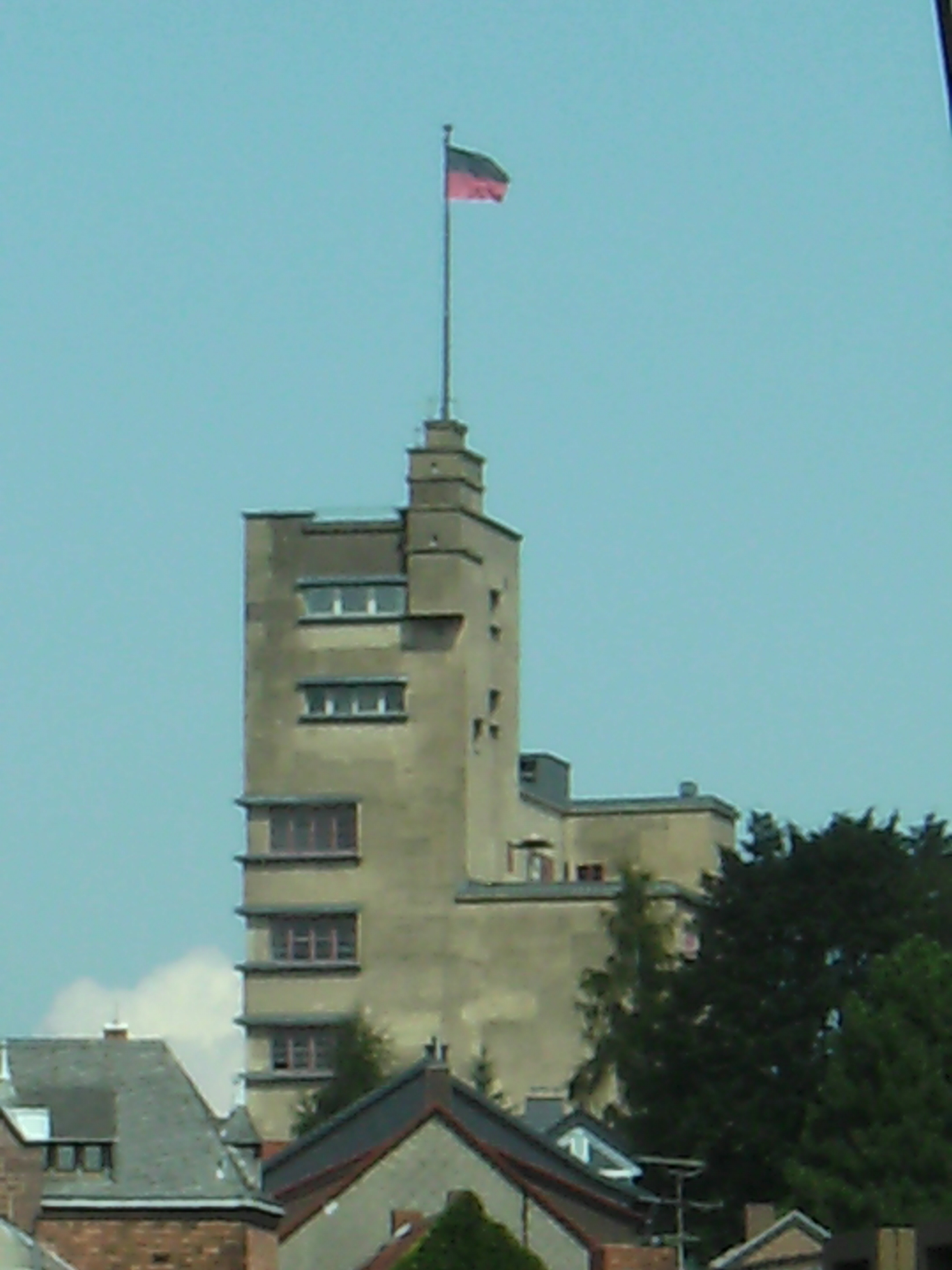
Beckerturm in St. Ingbert

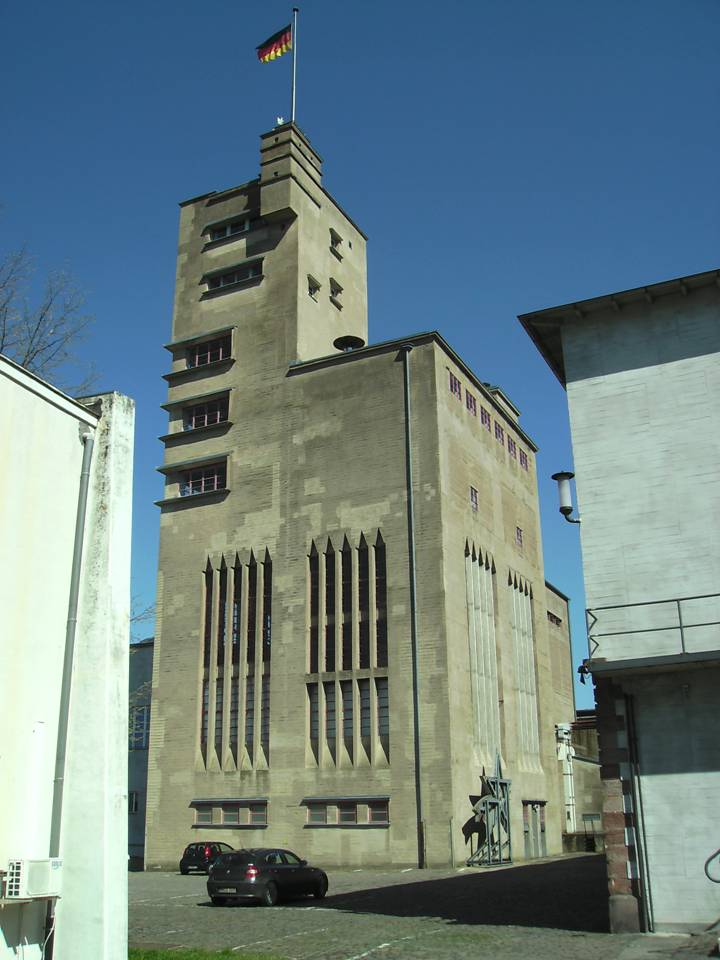
Beckerturm

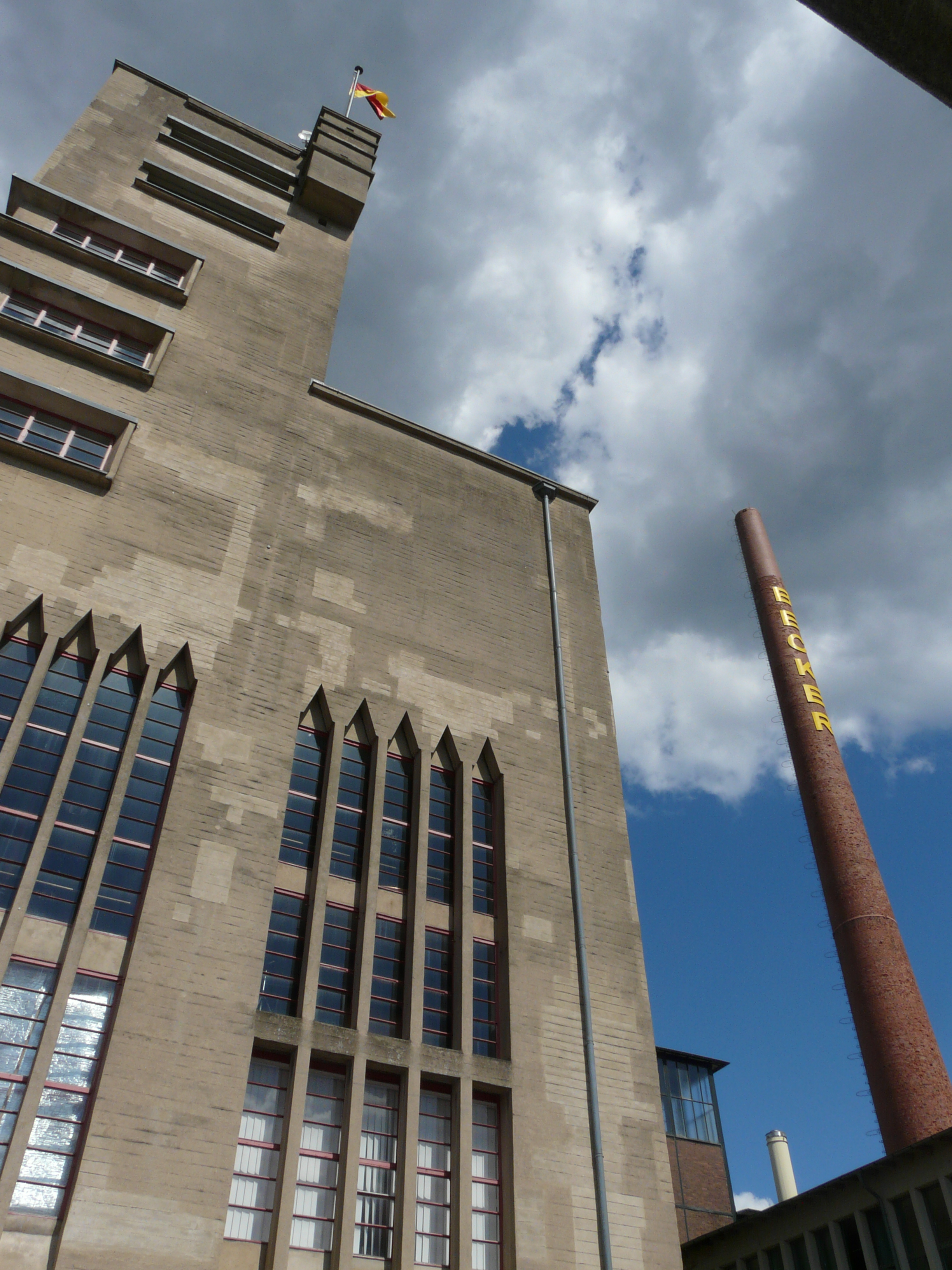
Beckerturm mit dem Schornstein

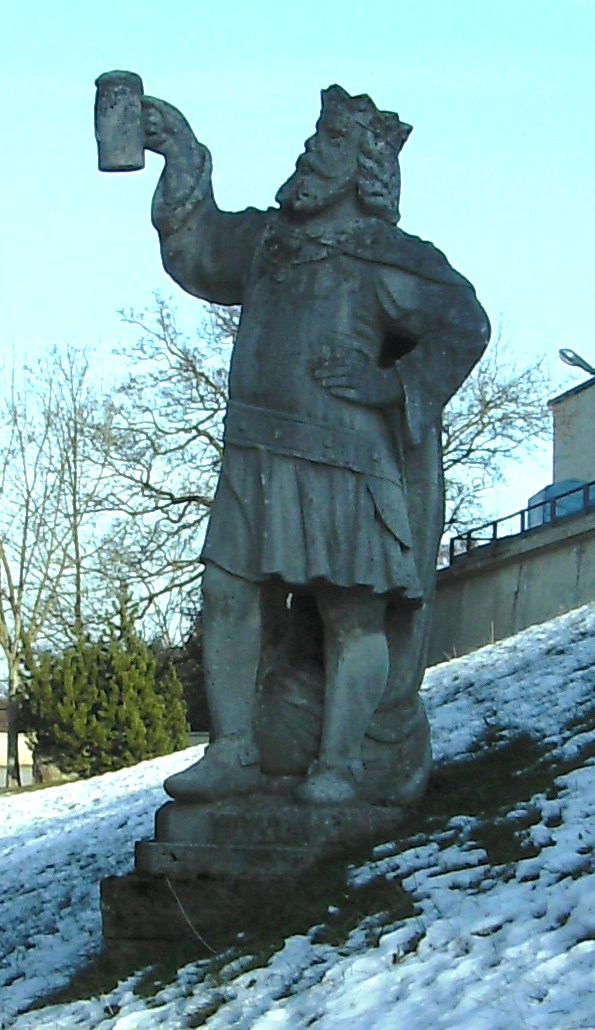
Gambrinus-Figur an der Auffahrt zum Beckerturm

Der Beckerturm ist das dominante Gebäude des Sudhauses der ehemaligen  Brauerei Becker in St. Ingbert. Der Turm gilt als Wahrzeichen der Stadt St. Ingbert.
Den Namen „Beckerturm“ führt weiterhin ein gewerblich-technischer Innovationspark in St. Ingbert, den gleichen Namen führte auch eine ehemalige saarländische Illustrierte. Im Stadtsignet der Stadt Sankt Ingbert ist der stilisierte Beckerturm neben der Engelberts- und der Josefskirche als drittes Element enthalten, das die Bedeutung der Brauerei für die Stadt symbolisiert. Das Signet wurde Mitte der 1980er Jahre von dem in St. Ingbert geborenen Saarbrücker Designer Karl Basters (späterer Name: Karl Lennartz, 1948–2008) entworfen.
An der Auffahrt zum Brauereigelände befindet sich eine lebensgroße Figur des sagenumwobenen Brauerkönigs und Schutzpatrons der Bierbrauer Gambrinus.

## Geschichte
Der Turm wurde in den Jahren 1925–1931 nach Plänen des Stuttgarter Architekten Hans Herkommer gebaut. Herkommer war einer der bekanntesten Baumeister katholischer Kirchen im Deutschland der 1920er Jahre, entwarf aber auch Profanbauten. Der Beton-Turm ist im Stil des Neuen Bauens mit expressionistischen Elementen gestaltet und wurde zum Wahrzeichen der Mittelstadt St. Ingbert im heutigen Saarpfalz-Kreis. Der 42 Meter hohe Bau, der auf neun Geschossen die Maschinen, Apparate und Behälter des Produktionsprozesses nebst einem „Braustübel“ im obersten Stockwerk beherbergte, steht unter Denkmalschutz. Der Turm wurde in den 1990er Jahren aufwändig saniert, die Fassaden wurden restauriert.
Am 27. August 2013 wurde der 55 Meter hohe Schornstein (Hochkamin), der selten fälschlich selbst als «Beckerturm» bezeichnet wurde, trotz seines offiziellen Status als erhaltenswertes Industriedenkmal gesprengt. Der St. Ingberter Stadtrat hatte sich zunächst  am 21. Mai 2013 gegen den Abbruch ausgesprochen, schließlich jedoch  zugestimmt. Aufgrund herabfallender Steine galt der Schornstein als Gefährdung, eine Sanierung wäre mit veranschlagten Kosten von ca. 500.000 € zu teuer gewesen.

## Neuere Nutzung

### Gewerbliche Nutzung

Logo der Brauerei Becker

Nachdem die Becker-Brauerei an die Karlsberg Brauerei verkauft worden war, wurde die Bierproduktion zur Karlsberg Brauerei ins benachbarte Homburg verlagert und die Brauerei Mitte der 1990er Jahre stillgelegt. Das Gelände mit seinen Gebäuden wurde einer neuen Nutzung zugeführt: Es entstand ein technisch-gewerblicher Innovationspark. Der Innovationspark am Beckerturm wurde 1997 gegründet.
Am Standort der ehemaligen Becker-Brauerei sind inzwischen mehr als 125 Unternehmen der High-Tech-Branche, Handwerker und Dienstleistungsbetriebe tätig (Stand: 2011). Das Gelände hat mit seinen Gebäuden und dem markanten Wahrzeichen der Stadt St. Ingbert, dem Beckerturm, sein ursprüngliches Gesicht im Großen und Ganzen beibehalten. Der Innovationspark sichert mittlerweile über 300 Menschen in der Region einen Arbeitsplatz.
Das Areal des Innovationsparks umfasst eine Fläche von ca. 71.000 m². Zur direkten Nutzung stehen etwa 8000 Quadratmeter gewerbliche Fläche sowie 6000 Quadratmeter Bürofläche zur Verfügung. Kommunikativer Mittelpunkt des Beckertum-Geländes ist ein Restaurationsbetrieb, der im ehemaligen Sudhaus eingerichtet wurde und mit einem nicht alltäglichen Ambiente auftritt: Das Restaurant befindet sich im ehemaligen Maschinenhaus, das gesamte alte technische Großgerät wurde in die Ausstattung der Gasträume einbezogen.
Im März 2012 wurde ein neues Geothermie-Projekt begonnen, das die Liegenschaften des Gewerbegebiets mit Heizenergie aus Erdwärme versorgen wird. Realisiert wird die Nutzung von Erdwärme mittels einer 1500 Meter tiefen Koaxialsonde in Kombination mit 10 Gasabsorptionswärmepumpen.

### Kulturelle Nutzung
Auch regionale Künstler haben dort inzwischen Ateliers und Ausstellungsflächen eingerichtet. Seit 2007 belebt eine Gruppe von zehn Künstlern die Szenerie um den Beckerturm. Sie kommen aus den Bereichen „Bildende Kunst“ (Malerei, Grafik, Skulptur), „Kunsthandwerk“, „Schmuck“, „Fotografie“ sowie „Lyrik und Klang“. Teilweise verfügen sie über Ateliers im Turm. Einmal jährlich präsentieren die Künstler ihre Arbeiten im Rahmen einer ca. zweiwöchigen Ausstellung „Kunst im Turm“.
In einem der Stockwerke des Beckerturms wurde ab 2002 das Saarländische Fastnachtsmuseum eingerichtet.

## IllustrierteDer Beckerturm

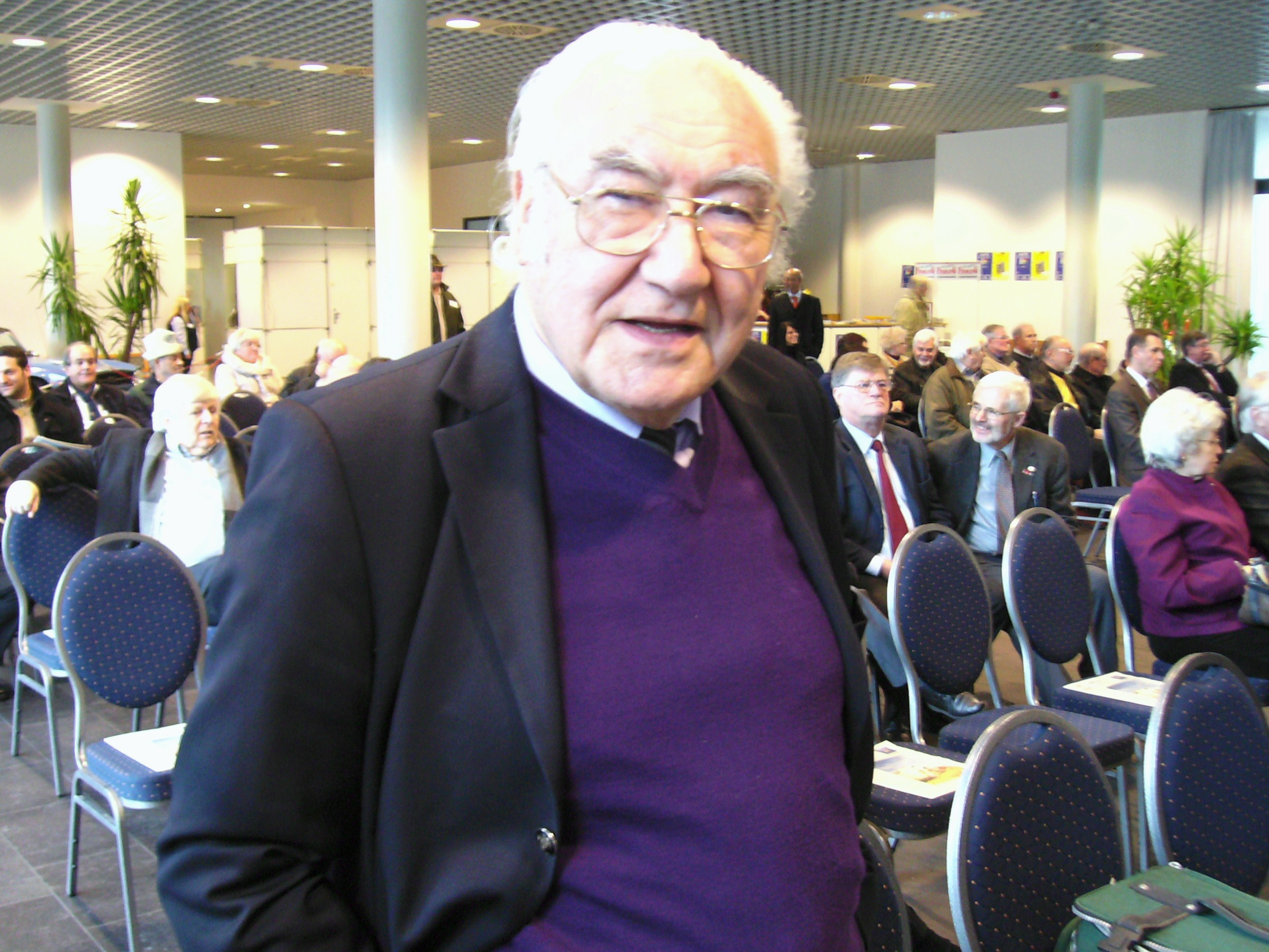
Beckerturm-Gründer Ernst „Erni“ Schneider

Die Illustrierte Der Beckerturm wurde 1964 von dem saarländischen Journalisten und Marketingexperten Ernst H. Schneider (1929–2021) gegründet. Ursprünglich führte das Blatt den Titel Rund um den Beckerturm und war als Kundenzeitschrift für die Brauerei Becker angelegt. Schneider nutzte einerseits die Notwendigkeit seines Arbeitgebers, Werbung betreiben zu müssen, und andererseits das Firmenbedürfnis nach Kundenbindung. Beide Notwendigkeiten führte er zusammen mit der Herausgabe des neuen Unternehmensmagazins Der Beckerturm. Die Zeitschrift nahm jahrzehntelang den Spitzenplatz unter den vergleichbaren saarländischen Konkurrenzprodukten ein.
Die Inhalte des Magazins waren breit gestreut. Schneider berichtete über Land und Leute, über Geschichtliches und über neue Entwicklungen. Dabei behielt er stets die Erwartungen und Ansprüche eines „Otto Normalverbrauchers“ im Auge. Seine potenziellen Leser sollten nicht mit Politik oder Sozialkritik überbeansprucht werden, dieses Feld überließ er den Tageszeitungen und den Funkmedien. Schneider entdeckte auch rasch den Beckerturm als ideale Werbefläche für Fremdwerbung.
Nach dem Verkauf der Becker-Brauerei an die Brauerei Karlsberg im Jahr 1989 wanderte auch das Hochglanz-Magazin mit zu den neuen Besitzern. Der große Erfolg und die Marktdominanz des Blattes bewogen die neuen Eigner, den Beckerturm weiterzuführen. Im Laufe der kommenden Jahre verlor Karlsberg aber das Interesse an dem Blatt, und so wurde es 1996 an den saarländischen Wochenspiegel-Verlag verkauft. Wenige Jahre später verkaufte der Wochenspiegel-Verlag seinen Mehrheitsanteil an die Saarbrücker Zeitung und damit auch den Beckerturm. Die Marketing-Strategen des neuen Besitzers benannten das Blatt um zu Saarland-Magazin. Bis zum Jahr 2001 wurde das Magazin weitergeführt, danach wurde es endgültig eingestellt.